# Kinga Ilgner
Kinga Ilgner (ur. 3 lutego 1975 w Rabce) – polska aktorka filmowa i teatralna.

## Życiorys
Absolwentka Akademii Teatralnej w Warszawie (1998). Od 1998 roku – aktorka Teatru Narodowego w Warszawie. Debiutowała w Kabarecie Artura I. W 1997 zadebiutowała na deskach teatralnych - za rolę Urszuli w przedstawieniu teatralnym W małym dworku Stanisława Ignacego Witkiewicza w reżyserii Jana Englerta otrzymała Nagrodę Publiczności łódzkiego Festiwalu Szkół Teatralnych.
Córka dramaturga Artura Ilgnera, była żona aktora – Grzegorza Małeckiego, z którym ma dwoje dzieci.
Współpracę z Teatrem Narodowym zaczęła od roli damy w Ślubie Witolda Gombrowicza (1998, reż. Jerzy Grzegorzewski). Od tego czasu wystąpiła w przeszło 25 rolach, m.in. w Kartotece (reż. Kazimierz Kutz), Wybrałem dziś zaduszne święto (reż. Janusz Wiśniewski), Nocy listopadowej (w roli Nike spod Salaminy, w reżyserii Grzegorzewskiego, od 2000), w rolach Zosi i Haneczki w Weselu tegoż reżysera, w Wiśniowym sadzie Antona Czechowa (reż. Maciej Prus, 2000), jako Bellatrix w Kurce wodnej Witkacego (reż. Jan Englert, 2002), jako Letta w Śmierci komiwojażera (reż. Kazimierz Kutz, 2004), jako Katarzyna Ginori w Lorenzacciu w reżyserii Jacques’a Lasalle (2011), w Królowej Śniegu w reżyserii Piotra Cieplaka (2015), Białym małżeństwie (reż. Artur Tyszkiewicz, 2015), jako pani Rollisonowa w Dziadach w reżyserii Eimuntasa Nekrošiusa czy w Matce Courage i jej dzieciach w reżyserii Michała Zadary (2016).
Równocześnie współpracowała także z innymi warszawskimi scenami: Teatrem na Woli, Laboratorium Dramatu i Teatrem Komedia.

## Filmy

### Aktorka
- 2008: Lejdis jako żona Darka
- 2002: Chopin. Pragnienie miłości
- 2001: Wiedźmin jako Renfri
- 1999: Operacja „Koza” jako fryzjerka Sylwia

### Seriale
- 2012–2015: Barwy szczęścia – Alicja Pokas
- 2012–2015: Ojciec Mateusz – lekarka
- 2012: Prawo Agaty – pełnomocniczka Roberta (odc. 22)
- 2012: Na Wspólnej – Anna
- 2011: Hotel 52 – Danka (odc. 35 i 52)
- 2011–2012: Przepis na życie – Magda, instruktorka na ściance wspinaczkowej
- 2010: Na dobre i na złe – Monika Lewandowska, żona Pawła (odc. 427)
- 2010: Ojciec Mateusz – patolog
- 2010: Usta usta – Weronika Pociecha (odc. 11)
- 2009: Naznaczony – kochanka Boszka Slavica (odcinek 5)
- 2009: Przystań – Wiola, ratowniczka WOPR
- 2008–2009: M jak miłość – Elżbieta Gajewska, była żona Szymona
- 2008: U Pana Boga w ogródku – Cyganka (odc. 7)
- 2004: Oficer – selekcjonerka w klubie
- 2002: Wiedźmin – Renfri „Dzierzba”
- 2000: Przeprowadzki – Dama (odc. 2)
- 2000: Sukces – Obsada aktorska

## Polski dubbing
- 2003: Gothic II: Noc Kruka – Nadja / Lucia
- 2002: Gothic II – Cassia / Gritta / Elena / Hilda / Sonja / Nadja / Kati
- 2000-2006: Słowami Ginger – pani Patterson
- 2017: Spider-Man: Homecoming – May Parker
- 2021: Co w duszy gra – Heniu A
- 2021: Nic strasznego – Miss Genevieve[2]
- 2021: Spider-Man: Bez drogi do domu – May Parker[3]